# Gojna Gora
Gojna Gora (em cirílico: Гојна Гора) é uma vila da Sérvia localizada no município de Gornji Milanovac, pertencente ao distrito de Moravica, na região de Šumadija. A sua população era de 612 habitantes segundo o censo de 2011.

## Demografia
| 1948 | 1953 | 1961 | 1971 | 1981 | 1991 | 2002 | 2011 |
| ---- | ---- | ---- | ---- | ---- | ---- | ---- | ---- |
| 1354 | 1383 | 1354 | 1243 | 1084 | 900  | 735  | 612  |